# Write-combining
Write-combining （WC）とは、バス技術のひとつである。バスを流れるデータは、結合されてバッファ（write combine buffer（WCB））に一時的に保存される。データは、単一のビットや小さなまとまりとしてすぐに書き込む代わりに、後でバーストモードでまとめて書き込まれる。

## 概要
Write-combining は、「弱い順序付け（Weak Ordering）」であるため、一般的なメモリアクセス（データやコード領域）には使用できない。 Write-combining では、読み書きの組み合わせが正しい順序で完了することが保証されない。例えば、特定のアドレスに対して Write → Read → Write の組み合わせで処理するとき、 Read → Write → Write というふうに Write-combining された順序になる。この場合、最初の読み込みのときに、本来なら書き込まれているはずのデータが書き込まれる前の間違った値を取得するおそれがある。そのため、この技術はビデオカードのフレームバッファのような「強い順序付け（Strong Ordering）」（常に正しい順序）を必要としないメモリに対してのみ使用できる。

## 翻訳元
en:Write-combining 2007-07-18 09:51 UTCより翻訳。著者 : Widefox ほか